# Wissenskluft
Die Hypothese der wachsenden Wissenskluft wurde erstmals 1970 von Phillip J. Tichenor, George A. Donohue und Clarice N. Olien in dem Artikel "Mass Media Flow and Differential Growth in Knowledge" in der Zeitschrift "Public Opinion Quarterly" als Knowledge-Gap-Hypothese beschrieben.
Die Hypothese der „wachsenden Wissenskluft“ beschreibt die strukturelle Ungleichverteilung von Wissen, das durch die Massenmedien transportiert wird. Der Knowledge-Gap-Hypothese zufolge wächst die Wissenskluft zwischen Menschen mit höherem und niedrigerem sozioökonomischen Status schneller, wenn der Informationsfluss der Massenmedien in der Gesellschaft (oder einem anderen Sozialsystem) wächst.
Der Input der Massenmedien in ein Sozialsystem lässt also das Wissen bildungsaffiner Bevölkerungssegmente schneller steigen als das bildungsferner Schichtsegmente. Demnach haben ohnehin formal gebildete Menschen eine bessere Chance, ihr Wissen zu vermehren, als weniger gebildete Menschen.

## Wirkung der wachsenden Wissenskluft
Da die Massenmedien lange Zeit als größte Chance der weltweiten Demokratisierung verstanden wurden, stellte die Hypothese der ständig wachsenden Wissenskluft das demokratische Grundprinzip der freien Information in Frage.
Eigentlich sollten durch die unabhängige Verbreitung von Informationen in der Bevölkerung die Mitglieder einer Gesellschaft zu mündigen Staatsbürgern werden. Dieser eher normative Anspruch des mündigen Staatsbürgers kann aber durch die wachsende Wissenskluft zwischen statushöheren und statusniedrigeren Bevölkerungsgruppen nicht erreicht werden.

## Weiterentwicklung und Ausdifferenzierung
Die Hypothese der "Gap in Knowledge", die also von der wachsenden Wissenskluft zwischen statusniedrigeren und -höheren Schichtsegmenten ausging, beruhte auf verkürzten Kausalketten. Demzufolge war anzunehmen, dass es keine direkte Verbindung zwischen gesellschaftlichem Status und der erfolgreichen Informationsaneignung aus den Massenmedien gab. 
Deshalb wurde die Hypothese nach nur drei Jahren von der Minnesotagruppe modifiziert. Sie stellten fest, dass das Anwachsen einer Wissenskluft nicht nur vom sozioökonomischen Status, sondern auch von der Art des betreffenden Themas abhängt. Handelt es sich um bloßes Faktenwissen, das in den Massenmedien thematisiert wird, kommt es zu einer sukzessiven (also allmählichen) Annäherung bildungsfernerer Bevölkerungsteile an bildungsaffinere.
Da auch diese Modifikation nicht ausreichend war um eine wachsende Wissenskluft zuverlässig zu prognostizieren, wurde die Knowledge-Gap Hypothese durch James S. Ettema und Gerald F. Kliene (1977) abermals modifiziert. In einem Artikel der Fachzeitschrift „Communication Research“ veröffentlichten sie die Konkurrenzhypothese. In dieser Hypothese bezogen die Autoren erstmals die Motivation zur Aneignung von Medieninhalten mit ein. Sie stellten fest, dass die Entstehung von Wissensklüften nicht nur von der Art des Themas abhängt, sondern auch vom Grad der Motivation zur inhaltlichen Aneignung. Man dürfe also nicht von Defiziten in der Medienaneignung ausgehen, sondern eher von Differenzen.
Mit der zunehmenden Digitalisierung der Massenmedien am Ende des zwanzigsten Jahrhunderts differenzierte sich aus der eher allgemeinen Diskussion um die unterschiedliche Aneignung von Medieninhalten die Diskussion um den Digital Divide heraus. Der Digital Divide ist also nicht als weitere Modifikation der Knowledge-Gap-Hypothese zu verstehen, sondern als Ergänzung und Ausweitung. Die digitale Abspaltung meint multidimensionale Exklusionsmechanismen, die unter anderem durch Defizite oder genauer durch Differenzen im Um- und Zugang zu neuen Medien entstehen. Der Digital Divide wird als eines der größten Strukturprobleme der postindustriellen Wissensgesellschaft gesehen.

## Begründungen und Reaktionen
In der Regel wird von den Anhängern der Wissensklufthypothese eine negative Haltung bezüglich der Potenziale einer Wissensgesellschaft eingenommen. Es wird bezweifelt, dass die technologische Entwicklung dem Wachsen der Wissenskluft entgegenwirken kann. 
Menschen mit höherem sozioökonomischen Status haben Tichenor et al. (1970, S. 162) zufolge tendenziell:
- höhere Kommunikationsfähigkeiten: Aus besserer formaler Bildung folgen bessere Lese- und Verständnisfertigkeiten.
- Vorwissen: Aus höherer Bildung sowie häufigerer und somit geübterer Mediennutzung folgt eine Sensibilität für die Relevanz verschiedener Medieninhalte.
- soziale Kontakte: Aus höherer Bildung und besserem Einkommen folgt ein breiteres Spektrum an Aktivitäten und somit eine Anbindung an mehr soziale Bezugsgruppen. Dadurch wird die interpersonale Kommunikation – also auch die Diskussion über Medieninhalte gefördert.
- selektiven Umgang: Der Stand der eigenen Bildung korreliert mit der Mediennutzung. Das Aufnehmen und Behalten von Medieninhalten ist bei formal höher gebildeten Menschen tendenziell besser als bei bildungsferneren Bevölkerungssegmenten.
- Vorteile in Bezug auf die Struktur des Mediensystems: Printmedien enthalten qualitätsvollere und hintergründigere Informationen, die durch das Lesen auch besser behalten werden als beispielsweise Nachrichten im TV. Diese Medien orientieren sich von Sprache, Duktus und Auftreten an den sozioökonomisch Bessergestellten.

Anhänger der Wissensklufthypothese in der Wissenschaft stammen vor allem aus dem pädagogischen und sozialwissenschaftlichen Lager und haben ein kritisches Verständnis über die Folgen neuer Medien auf die Gesellschaft.
Kritiker der Wissensklufthypothese bestreiten die politische Redlichkeit der Wissenskluftargumentation. Sie stammen vor allem aus dem techno-liberalen Lager (André Rebentisch und andere) und werfen der Hypothese vor, eine Adaption der marxistischen Verelendungstheorie zu sein. Im Unterschied werde lediglich statt Kapital Wissen akkumuliert. Mit der Wissensklufthypothese würden die Verfechter lediglich ihre Eigeninteressen vertreten (beispielsweise nützen erhöhte Bildungsausgaben den Pädagogen). Statt über strukturelle Fragen zu sprechen und technologische Rahmen zu schaffen, folgen teure Programme, die am Einzelnen ansetzen, als Lösungsansätze. Aus Sicht der Kritiker sei das Ressourcenverschwendung. Ferner sehen die Kritiker die Wissensklufthypothese in der Kontinuität eines aristokratischen Verständnisses, mit welchem „dem Pöbel“ demokratische Rechte bis ins 19. Jahrhundert verweigert werden konnten. Zwar werde von Verfechtern der Wissensklufthypothese die Überwindung angestrebt, aber es bleibe ein immanentes Werturteil, das die Hypothese unwissenschaftlich mache, zumal die empirische Untermauerung hauptsächlich durch Querschnittuntersuchungen aufgebaut wurde, während methodisch zur Feststellung einer wachsenden Wissenskluft eher Längsschnittstudien nötig wären.
Trotzdem fand die These in der Wissenschaft einige Beachtung und intensive Beforschung. Von politischer Seite wurde die Wissenskluft durch die Technologieinitiative D21 der sozialdemokratischen Bundesregierung aufgegriffen.